# 4896 Tomoegozen
4896 Tomoegozen è un asteroide della fascia principale del diametro medio di circa 28,9 km. Scoperto nel 1986, presenta un'orbita caratterizzata da un semiasse maggiore pari a 3,1066001 UA e da un'eccentricità di 0,1684253, inclinata di 16,57218° rispetto all'eclittica.